# En direct de l'Olympia
Albums de Mireille Mathieu
Made in France
Singles
1. Mon credo
Sortie : 1966
2. Qu'elle est belle
Sortie : 1966
3. Celui que j'aime
Sortie : 1966

En direct de l'Olympia est le tout premier album de la chanteuse française Mireille Mathieu. Contrairement à ce que laisse penser le titre, il ne s'agit pas d'un album live mais d'un album studio.
L'album a été édité aux États-Unis sous le nom de The Fabulous New French Singing Star en 1966. L'édition américaine contient 4 titres inédits jamais sorti en France : Quelque chose de merveilleux, Je suis là, Mr Jack Hobson et Je veux.

## Chansons de l'album
| No  | Titre                                                                    | Durée    |
| --- | ------------------------------------------------------------------------ | -------- |
| 1.  | Mon credo (André Pascal/Paul Mauriat)                                    | 2 min 48 |
| 2.  | Celui que j'aime (Charles Aznavour)                                      | 2 min 06 |
| 3.  | Est-ce que tu m'aimeras ? (Bob du Pac/Jean-Louis Chauby)                 | 2 min 07 |
| 4.  | Pourquoi mon amour ? (André Pascal/Paul Mauriat)                         | 2 min 35 |
| 5.  | Le Funambule (Jacques Plante)                                            | 3 min 17 |
| 6.  | Et merci quand même (Jacques Chaumelle/Bernard Kessler)                  | 2 min 21 |
| 7.  | Viens dans ma rue (André Pascal/Paul Mauriat)                            | 2 min 28 |
| 8.  | Un homme et une femme, tiré du film homonyme (Pierre Barouh/Francis Lai) | 2 min 53 |
| 9.  | Ne parlez plus (Jil et Jan)                                              | 2 min 48 |
| 10. | C'est ton nom (Françoise Dorin/Francis Lai)                              | 2 min 19 |
| 11. | Ils s'embrassaient (Serge Lebrail/Guy Magenta)                           | 2 min 38 |
| 12. | Qu'elle est belle (Pierre Delanoë/Richard Ahlert/Eddie Snyder)           | 2 min 34 |

## Crédits
Direction musicale et arrangements de Paul Mauriat (1,2,3,4,6,7,8,10) et François Rauber (5,9,11,12)

## Classements
| Pays      | Meilleure position | Certification | Ventes |
| --------- | ------------------ | ------------- | ------ |
| Allemagne | 14                 |               |        |